# Millen (Georgia)
Millen település az Amerikai Egyesült Államok Georgia államában, Jenkins megyében, melynek megyeszékhelye is. Lakosainak száma 2966 fő (2020. április 1.).

## Népesség
A település népességének változása:

| 2010 | 3 120 |
| 2020 | 2 966 |